# 长泽规矩也

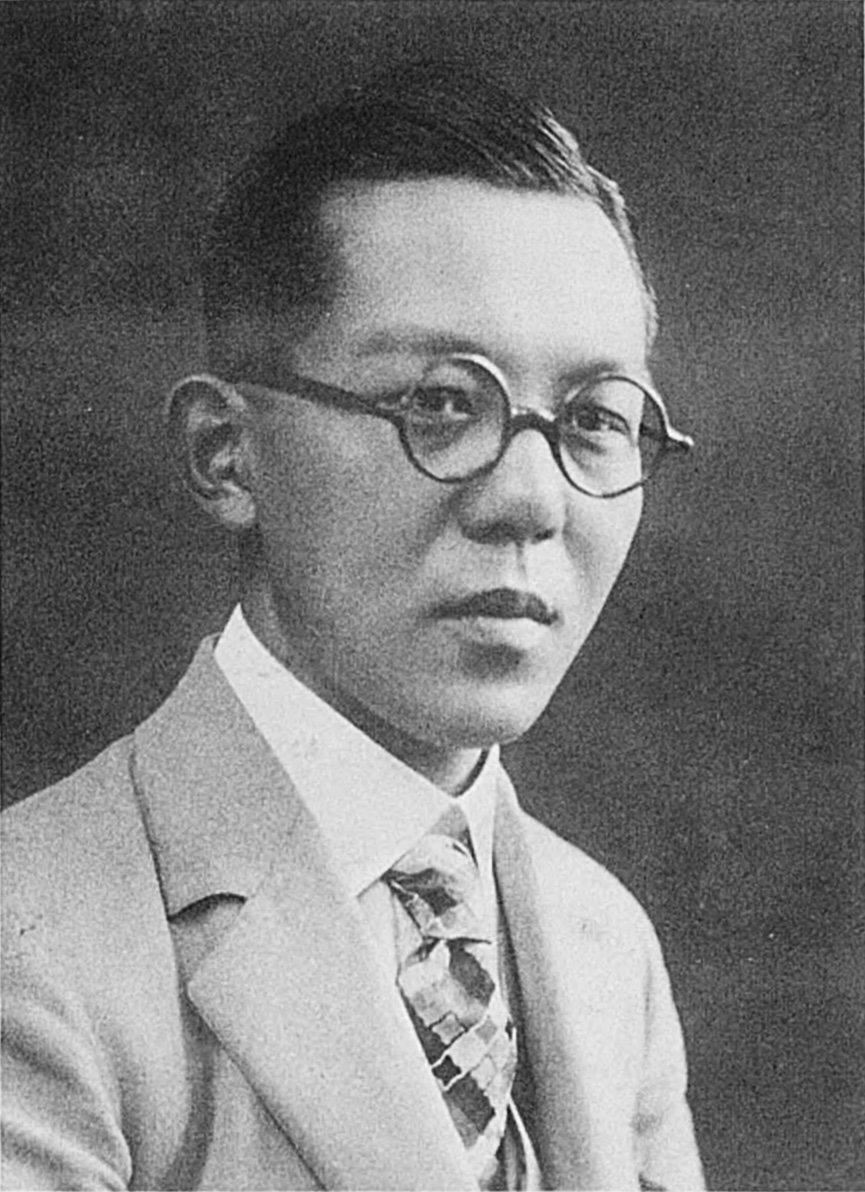
1928年

长泽规矩也（日语：長沢規矩也，1902年5月14日—1980年11月21日）是一位日本汉学家，目录学家。字士伦、号静盦，书房名为“学书言志轩”。

## 生平
1902年出生于日本神奈川县，毕业于東京大学文学部。1932年担任法政大学讲师，1940年升任教授直至1970年。1973年至1980年担任爱知大学教授。1920年代至1930年代曾七次前往中国，搜寻中国古籍与和刻汉籍。1937年出版发行《新撰汉和辞典》。
1980年11月21日因肺癌逝世，享年78岁。

## 著作
- 《静盦汉籍解题长编》，上海远东出版社，2015年7月，ISBN 9787547608036
- 《明清俗语辞书集成》，上海古籍出版社，1989年11月，ISBN 9787532504909